# Kristin Alheit

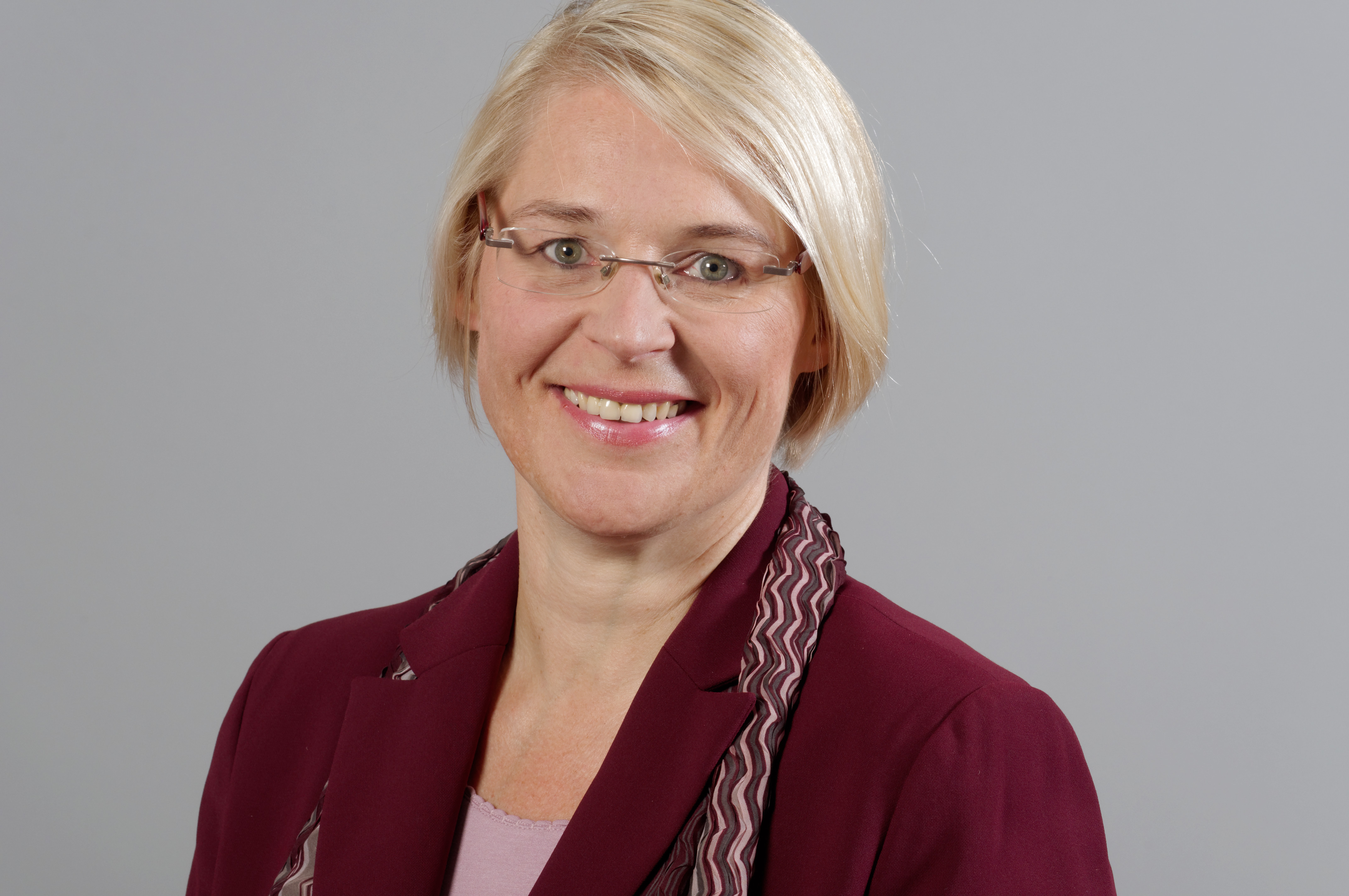
Kristin Alheit (2013)

Kristin Alheit (* 23. September 1967 in Kassel) ist eine deutsche Politikerin (SPD) und war von 2012 bis 2017 Ministerin für Soziales, Gesundheit, Wissenschaft und Gleichstellung in Schleswig-Holstein. Seit Oktober 2017 ist sie Geschäftsführende Vorständin des Paritätischen Wohlfahrtsverbandes in Hamburg. Sie führt die Geschäfte des Verbandes und ist verantwortlich für die gerichtliche und außergerichtliche Vertretung des Verbandes.

## Leben
Kristin Alheit wurde als Tochter des Erziehungswissenschaftlers Peter Alheit und der Sozialpädagogin Marianne Päthke im September 1967 in Kassel geboren. Dort lebte sie mit ihren Eltern bis zum Jahr 1980 und zog dann nach Bremen um, da ihr Vater einen Ruf als Professor an der Universität Bremen bekam. Im Jahr 1986 machte sie Abitur und begann ein Jurastudium in Bremen sowie an der Goethe-Universität in Frankfurt. Neben dem Studium war sie in verschiedenen Gremien (AStA der Uni Frankfurt am Main) aktiv.
Nach dem Studium trat sie als Anwältin in eine Frankfurter Notars- und Rechtsanwaltskanzlei ein.
Kristin Alheit heiratete und zog 1998 zu ihrem Mann nach Hamburg. Im gleichen Jahr wurde sie Mutter. Sie arbeitete als wissenschaftliche Mitarbeiterin und war seit 2000 in der Hamburger Verwaltung tätig. Anfang 2006 wurde ihr zweiter Sohn geboren. Als Referentin in der Hamburger Finanzbehörde engagierte sie sich in den Jahren 2004 bis 2008 für eine umfangreiche Verwaltungsmodernisierung in der Elbmetropole.

## Politische Karriere
Kristin Alheit trat im Jahr 1989 in die SPD ein und errang 1995 ihr erstes kommunalpolitisches Mandat: Sie zog parallel zu ihrer Anwaltstätigkeit als Abgeordnete für die SPD in das Stadtparlament von Kronberg im Taunus ein. Im Jahr 1997 wurde sie Referatsleiterin im Ministerbüro des hessischen Finanzministers Karl Starzacher.
Während ihrer Hamburger Zeit war sie als zugewählte Bürgerin in der Altonaer Bezirksversammlung ehrenamtlich aktiv. Im Jahr 2008 kandidierte sie als Bürgermeisterin von Pinneberg für die SPD und wurde gewählt.
Torsten Albig machte sie im Jahr 2012 zur Sozialministerin in seinem Kabinett. Der CDU-Politiker Klaus Seyfert vertrat Alheit als Bürgermeisterin, bis bei der Neuwahl am 11. November 2012 die parteilose Kandidatin Urte Steinberg im ersten Wahlgang als Nachfolgerin mit 57,46 Prozent bestimmt wurde. Auf Kritik, ihr Amtsantritt in Kiel gleiche einer „Flucht“ aus dem Amt der Bürgermeisterin von Pinneberg, sagte sie dem Hamburger Abendblatt: Selbst, wenn man nicht mit allen von mir angeschobenen Dingen einverstanden sein sollte, ist es doch eine gute Nachricht für die Stadt, wenn die Bürgermeisterin in ein solches Amt berufen wird. Außerdem kann Pinneberg über mich einen direkten und kurzen Draht zur Landesregierung bekommen. ...
Als Ministerin engagierte sich Ahlheit für einen zügigen Ausbau der Kinderbetreuung und eine besseren Vereinbarkeit von Familie und Beruf, unterstützte zusammen mit der Bundesagentur für Arbeit Betriebskindergärten und schuf eine „Beratungsstelle Betriebliche Kinderbetreuung“ im Ministerium.
Mit den Kommunen handelte Ministerin Alheit einen Kompromiss für die Umsetzung des Rechtsanspruchs auf einen Krippenplatz für unter dreijährige Kinder aus.

## Engagement
Alheit ist Mitglied des Kuratoriums der Stiftung Lesen.

## Positionen
Schon kurz nach ihrem Amtsantritt sprach sich Ministerin Alheit gegen die Einführung eines Betreuungsgeldes aus. Das Bundesverfassungsgericht stellte schließlich mit Urteil vom 21. Juli 2015 fest, dass dem Bundesgesetzgeber die Gesetzgebungskompetenz für das Betreuungsgeld fehlte.